# Kyaswa
Cette page contient des caractères spéciaux ou non latins. S’ils s’affichent mal (▯, ?, etc.), consultez la page d’aide Unicode.
Ne doit pas être confondu avec Kyawswa ou Kyaswa (roi de Sagaing).
Kyaswa (birman ကျစွာ, tɕa̰zwà) (4 mai 1198 – mai 1251) fut le neuvième souverain du Royaume de Pagan, en Birmanie. Il succéda à son père Htilominlo en 1234 et régna pacifiquement jusqu'en 1250. Il était encore plus dévot que son père et le trésor royal diminua encore sous son règne, à cause de l'accroissement des domaines religieux non-imposables. Il était si bas que Kyaswa eut du mal à terminer la construction d'un seul temple.
Contrairement à ses prédécesseurs, il essaya de régler le problème en récupérant une partie des possessions des moines de la forêt, mais il en fut empêché par les protestations du peuple. Déçu, il remit l'administration du royaume à son fils et à ses ministres et se consacra à l'écriture d'œuvres religieuses et n'accorda sa protection qu'aux sectes de  stricte obédience Theravada. Les moines de la forêt restèrent complètement insoumis, autorisant leurs ouailles à manger de la viande et à boire de l'alcool.
Le roi se dévoua à l'étude et à la promotion du dharma par des politiques humanitaires. Contrairement aux autres rois de Pagan, il n'eut pas recours à la corvée pour la construction de ses temples. Son temple de Pyathada à Bagan est beaucoup plus petit que ceux de ses prédécesseurs.
En 1249, il promulgua un édit royal pour faire édifier, dans chaque village de plus de 50 maisons, une stèle portant :
« Les rois du passé punissaient les voleurs par diverses tortures, à commencer par l'empalement. Je ne désire pas de telles destructions. Je considère tous mes sujets comme mes enfants, et avec compassion pour tous je leur déclare ... »
À sa mort en 1250, l'empire fondé par Anawrahta plus de 200 ans plus tôt était encore en paix, mais il vivait ses dernières heures, absolument impréparé aux désordres internes et aux forces externes à venir.